# Wakeman with Wakeman: The Official Bootleg
Wakeman with Wakeman: The Official Bootleg is een livealbum van Wakeman with Wakeman. Opnamen vonden plaats gedurende een tournee door Argentinië in de periode 18 tot en met 21 augustus 1993. De jonge Wakeman lijkt zijn vader weer op het juiste spoor te hebben gezet; veel muziek uit zijn beginperiode en dito uitvoeringskwaliteit.

## Musici
- Rick Wakeman, Adam Wakeman – toetsinstrumenten
- Alan Thomson – basgitaar
- Tony Fernandez – slagwerk

## Tracklist
| Nr. | Titel                                                                           | Duur  |
| --- | ------------------------------------------------------------------------------- | ----- |
| 1.  | Lure of the Wild                                                                | 7:25  |
| 2.  | Catherine Howard                                                                | 9:55  |
| 3.  | Eleanor Rigby (John Lennon, Paul McCartney)                                     | 7:53  |
| 4.  | Past and Present                                                                | 4:38  |
| 5.  | The Myths end Legends of King Arthur (Arthur overture, Arthur, The last battle) | 12:25 |
| 6.  | Catherine Parr                                                                  | 9:42  |

| Nr. | Titel                                        | Duur  |
| --- | -------------------------------------------- | ----- |
| 1.  | Journey to the Centre of the Earth           | 38:30 |
| 2.  | Paint It Black (Mick Jagger, Keith Richards) | 6:18  |

In 1999 volgde een heruitgave, dan alleen onder de naam van Rick Wakeman; Official Live Bootleg.